# Matti Herronen
Raimo Matti Uolev Herronen (* 19. Januar 1933 in Kälviä) ist ein ehemaliger finnischer Radrennfahrer und nationaler Meister im Radsport.

## Sportliche Laufbahn
Herronen war Teilnehmer der Olympischen Sommerspiele 1960 in Rom. Im Mannschaftszeitfahren belegte Finnland mit Paul Nyman, Unto Hautalahti, Raimo Honkanen und Matti Herronen den 20. Platz. Im olympischen Straßenrennen wurde er beim Sieg von Wiktor Kapitonow als 60. klassiert.
Von 1958 bis 1960 gewann er die nationale Meisterschaft im Mannschaftszeitfahren, 1961 gewann er Bronze. 1958 und 1959 wurde er Vize-Meister im Straßenrennen. 1960 siegte er in der Norwegen-Rundfahrt. Die Internationale Friedensfahrt bestritt er 1957. Er schied aus dem Etappenrennen aus.

## Berufliches
Nach Beendigung seiner Radsportkarriere arbeitete Herronen als Radsporttrainer und war einige Jahre Mechaniker der finnischen Radsportnationalmannschaft. Er war auch Präsident des Vereins Kälviän Tarmo und hatte weitere Funktionen im finnischen Radsportverband.